# Козлоялово
Козлоялово (баш. Ҡуҙлыял) — деревня в Калтасинском районе Республики Башкортостан Российской Федерации. Входит в состав Амзибашевского сельсовета.

## География

### Географическое положение
Расстояние до:
- районного центра (Калтасы): 23 км,
- центра сельсовета (Амзибаш): 5 км,
- ближайшей ж/д станции (Янаул): 79 км.

## Население
| 2002 | 2009 | 2010 |
| ---- | ---- | ---- |
| 218  | ↘216 | ↘151 |

Национальный состав
Согласно переписи 2002 года, преобладающая национальность — марийцы (96 %).